# Álvaro González de Galdeano Aranzábal
Álvaro González de Galdeano Aranzábal (Vitòria, 3 de gener de 1970) va ser un ciclista basc, que fou professional entre 1992 i 2004. És el germà del també ciclista Igor González de Galdeano.
Abans de passar al professionalisme va prendre part en els Jocs Olímpics de Barcelona de 1992 en la prova de 100 km contrarellotge per equips, en què finalitzà cinquè.
Aquell mateix any va passar al camp professional. Va prendre part en 8 edicions de la Volta a Espanya, sent la 7a posició final de 1998 el seu millor resultat. El 2000 aconseguí els seus millors resultats: una etapa al Giro d'Itàlia i a la Volta a Espanya i el Campionat d'Espanya en ruta. Amb tot, aquell mateix any va donar positiu per dopatge a final de temporada, cosa que li va suposar una sanció de sis mesos. Un cop complerta la sanció no aconseguí cap altra victòria destacada.
Es retirà el 2004, passant a fer de director esportiu a l'equip Orbea, de categoria continental i filial de l'Euskaltel–Euskadi. El 2010 passarà a ser el director esportiu de l'Euskaltel–Euskadi fins a la seva desaparició al 2013.

## Palmarès
- 1994
  - Vencedor d'una etapa de la Ruta a Mèxic
- 1996
  - Vencedor d'una etapa de la Volta a Astúries
- 1998
  - Vencedor d'una etapa del Gran Premi Jornal de Noticias
- 1999
  - Vencedor d'una etapa de la Volta a Astúries
- 2000
  -  Campionat d'Espanya en ruta
  - Vencedor d'una etapa de la Volta a Espanya
  - Vencedor d'una etapa del Giro d'Itàlia

### Resultats a la Volta a Espanya
- 1993. Abandona
- 1994. 95è de la classificació general
- 1995. 72è de la classificació general
- 1996. 62è de la classificació general
- 1997. Abandona
- 1998. 7è de la classificació general
- 1999. 56è de la classificació general
- 2000. Abandona. Vencedor d'una etapa

### Resultats al Tour de França
- 1999. 24è de la classificació general
- 2001. Abandona (19a etapa)
- 2002. Abandona (10a etapa)
- 2003. 122è de la classificació general

### Resultats al Giro d'Itàlia
- 2000. 49è de la classificació general. Vencedor d'una etapa
- 2001. 70è de la classificació general